# پطرس پاتریسی
پطرس پاتریسی (لاتین: Petrus Patricius، یونانی: Πέτρος ὁ Πατρίκιος؛ ۵۰۰–۵۶۵) یکی از مقامات ارشد و دیپلمات امپراتوری بیزانس و تاریخ‌نگار رومی بود. او در ۲۶ سال بی‌همتا مقام دبیر ارشد را در نزد امپراتور بر عهده داشت و در این جایگاه یکی از نزدیک‌ترین مقامات به امپراتور ژوستینین یکم (ح. ۵۲۷–۵۶۵) بود که نقش مهمی را در سیاست‌های مذهبی روم و روابطش با شاهنشاهی ساسانی بازی کرد. او رهبر مذاکرات پیمان‌نامه صلحی در سال ۵۶۲ بود که جنگ ۲۰ ساله لازستان را به پایان رسانید. نوشته‌های تاریخی وی تنها به صورت پاره‌پاره باقی‌مانده‌اند، اما منابع بی‌نظیری از اوایل دوره بیزانس و مسائل دیپلماتیک میان بیزانس و ساسانیان را ارائه می‌دهند.